# カステルサルド
カステルサルド（イタリア語: Castelsardo）は、イタリア共和国サルデーニャ自治州サッサリ県にある、人口約5,900人の基礎自治体（コムーネ）。

## 地理

### 位置・広がり

#### 隣接コムーネ
隣接するコムーネは以下の通り。
- セーディニ
- ソルソ
- テルグ
- ヴァッレドーリア

## 行政

### 分離集落
カステルサルドには、以下の分離集落（フラツィオーネ）がある。
- Lu Bagnu, Multeddu, San Giovanni, Terra Bianca

## 文化・観光
「イタリアの最も美しい村」クラブ加盟コムーネである。